# 偷天換日 (台灣電視劇)
《偷天換日》是民視在2005年偶像劇興起時的第2部偶像劇，由郭品超、關穎、洪金寶、小潘潘、唐以菲、楊一展主演，多曼尼家族傳播有限公司製作

## 概要
故事描寫著職業騙徒Dreammaker（非組織名稱）與根古漢集團對抗的故事
Dreammaker非犯罪組織，而是替人伸張正義的組織，只是為了達成任務，而遊走法律邊緣，當法律保護不了人類的社會裡，只有他們才可以討回應有的公道

## 主要角色

### Dreammaker
| 演員   | 角色            | 介紹 |
| 洪金寶 | 老爹 （關秋鳴） | 1956年3月15日生，Dreammaker職業騙徒的首腦，專門替人討回公道 |
| 郭品超 | Cash            | 1979年10月26日生，出生時被父母親丟棄一座天橋下，被流浪漢養大，因為沒報過戶口，所以不知道自己的真實姓名，人稱「小鬼」，七、八歲時即為騙徒老爹所收養並跟著他學習騙人的技術，因而取名為「Cash」，也被他強迫唸了不少雜書，以致於雖然他根本沒上過學，但卻博學多聞，精通日、法語言，帥氣的外表和搭訕女孩是他的專長 |
| 唐以菲 | 琦琦            | 1988年8月3日生，擅於扒竊與開鎖，14歲認識Cash而加入Dreammaker，在根古漢集團以櫃檯小姐身分做臥底 |
| 楊龍澤 | 影子            | 電腦駭客，因為過去的黑暗回憶，而把自己關在網路世界裡，是個從不出門的宅男，因為破解了Cash破解不了的防火牆而認識Cash |
| 關穎   | 余慕緹          | 老爹與Tina的女兒，以委託討回根古漢集團為由加入Dreammaker，卻在第10集被查出她不是根古漢集團董事長孫兆良的親生女兒，雖然最後任務達成，但是她還是決定把根古漢集團交付信託，跟Dreammaker一起度郵輪環遊世界 |
| 黃泰安 | 猩猩 （張志興） | 便當外送員，也是劇組演員，因為協助Dreammaker破獲少女迷姦案而被老爹相中，在第6集加入 |

### 根古漢集團
| 演員   | 角色             | 介紹 |
|        | 孫兆良           | 根古漢集團董事長，生前曾與余慕緹相認，之後就留下一幅藏有遺產密碼的自畫像，讓丁怡青等人爭奪 |
| 小潘潘 | 丁怡青           | 孫兆良的遺孀，根古漢集團總經理，因為竄改孫兆良遺囑而得到公司 |
| 洪其德 | David （范達偉） | 總經理特助，任職於根古漢集團公關主任，因為被Dreammaker查獲迷姦少女而被敲詐與出賣，在第6集被警方逮捕 |
| 楊一展 | 段允皓           | 哈佛經濟系畢業生，曾經是911救難小組成員之一，在法國認識余慕緹，因為根古漢集團連續發生古董失竊和迷姦少女案，而被父親派去根古漢集團擔任新任的總經理特助，最後原本以為成功奪走孫兆良的財產，卻因為戶頭帳號密碼被Cash透過針孔攝影機得知而失敗 |

### 其他
| 演員   | 角色 | 介紹 |
| 熊海靈 | Tina | 余慕緹的親生母親，10年前因為無法接受繼續與老爹當職業騙徒，所以離開這個行業，並拿走所有與老爹的存款，改當藝術家 |
| 乾德門 | 段父 | 段允皓的父親，退休前在孫兆良家中當了30多年的管家，最後因為車禍身亡                                             |
| 林佩君 | 阿娟 | 酒bar老闆娘，老爹的朋友                                                                                        |

## 電視劇歌曲
| 曲別   | 歌名         | 演唱者                 | 作詞   | 作曲                 |
| 片頭曲 | 偷天換日     | 郭品超、楊家成、楊龍澤 | 嚴云農 | Palmer,Robert Donald |
| 片尾曲 | 我不想忘記你 | Claire                 | 嚴云農 | 黃忠平               |

## 拍攝場地
- 陽明山屋頂上溫泉會館
- 新莊香草花園
- 中正機場
- 圓山飯店
- 麗星郵輪
- 蓬來高爾夫練習場
- 美麗華百樂園
- 佳姿台北101

## 製作團隊
- 攝影：動能意象
- 燈光：坤岳傳播：陳彥旭
- 執行助理：蔡承麟：李莘銓
- 場記：吳華強
- 器材：六幅影視
- 道具：林子超
- 道具助理：林信良
- 剪輯：朱淑玫
- 化粧：陳美莉
- 化粧助理：李宜屏
- 後製：小不點：李沛荃
- 後製助理：蔡琝伶
- 後製工程：阿發視覺
- 音樂效果：聲動錄音
- 動畫製作：光源科技
- 網頁設計：李依婷